# Parvinder Singh
Parvinder Singh (ur. 6 października 1984) − indyjski bokser kategorii średniej.

## Kariera amatorska
W 2002 r., Singh reprezentował Indie na mistrzostwach świata juniorów. W pierwszym swoim pojedynku na tych mistrzostwach pokonał w 1/16 Chińczyka Yina Tou, z którym wygrał na punkty (21:12). W 1/8 finału przegrał z reprezentantem Ukrainy Ismajiłem Siłłachem, przegrywając z nim przed czasem w drugiej rundzie. We wrześniu 2003 został mistrzem Indii w kategorii średniej. W finale jego rywalem był Durjay Shastri. W październiku 2003 zwyciężył w międzynarodowym turnieju rozgrywanym w Goa. W finale kategorii średniej pokonał Węgra Imre Szellő. Pod koniec października został brązowym medalistą igrzysk afroazjatyckich. W półfinale kategorii średniej przegrał z Ahmedem Makharalim.
W 2004 ponownie został mistrzem Indii w kategorii średniej. W finale pokonał na punkty (16:9) Gautama Bhargava. W sierpniu 2005 zdobył brązowy medal na mistrzostwach Wspólnoty Narodów. W półfinale pokonał go reprezentant Irlandii Eamonn O’Kane. We wrześniu tego samego roku po raz trzeci w karierze został mistrzem Indii w kategorii średniej. W marcu 2006 rywalizował na igrzyskach Wspólnoty Narodów w Melbourne. W pierwszym swoim pojedynku pokonał reprezentanta Kamerunu Charlesa Njocka, wygrywając z nim na punkty (8:3). Udział zakończył na kolejnej walce, w której przegrał minimalnie na punkty (15:16) z Craigiem McEwanem.